# Torneo Regional Patagónico
El Torneo Regional Patagónico o Torneo Regional de la Patagonia es una competencia regional de rugby en Argentina.
La competencia comienza en 2008 e incluye clubes de las uniones Valle del Chubut, Unión Austral, Alto Valle y Lagos del Sur, más las uniones de Santa Cruz y Tierra del Fuego que no compiten actualmente. 
Es uno de los 7 torneos clasificatorios para el Torneo del Interior y el campeonato de rugby en el que se enfrentan los mejores clubes de Argentina Torneo Nacional de Clubes.

## Participantes
Los equipos presentados para la temporada2024 son
- Bigornia Club

- Jabalíes Rugby Club (El Bolson)

- Club Deportivo Portugués

- Roca Rugby Club

- Club Las Águilas

- Chenque Rugby Club

- Neuquén Rugby Club

- Marabunta Rugby Club

## Palmarés
| Año  | Campeón                  | Definición             | Finalista               |
| ---- | ------------------------ | ---------------------- | ----------------------- |
| 2008 | Neuquén Rugby Club       | 21 - 14                | Marabunta Rugby Club    |
| 2009 | Marabunta Rugby Club     | Round-robin            | Neuquén Rugby Club      |
| 2010 | Neuquén Rugby Club       | Round-robin            | Marabunta Rugby Club    |
| 2011 | Neuquén Rugby Club       | Round-robin            | Bigornia Club           |
| 2012 | Neuquén Rugby Club       | Round-robin            | Marabunta Rugby Club    |
| 2013 | Neuquén Rugby Club       | Round-robin            | Marabunta Rugby Club    |
| 2014 | Neuquén Rugby Club       | 25 - 23                | Marabunta Rugby Club    |
| 2015 | Neuquén Rugby Club       | 32 - 9                 | Bigornia Club           |
| 2016 | Bigornia Club            | 21 - 18                | Catriel RC              |
| 2017 | Roca Rugby Club          | 30 - 19                | Bigornia Club           |
| 2018 | Roca Rugby Club          | 28 - 10                | Los Jabalíes Rugby Club |
| 2019 | Roca Rugby Club          | 17 - 15                | Los Jabalíes Rugby Club |
| 2020 | Cancelado por Covid-19   | Cancelado por Covid-19 | Cancelado por Covid-19  |
| 2021 | No se disputó            | No se disputó          | No se disputó           |
| 2022 | Club Deportivo Portugués | Round-robin            | Jabalíes Rugby Club     |
| 2023 | Bigornia Club            | Round-robin            | Roca Rugby Club         |
| 2024 | Neuquén Rugby Club       | 19 - 12                | Marabunta Rugby Club    |